# AEDM
AEDM is het negende studioalbum van Acda en De Munnik en het eerste na hun comeback als muzikaal duo. Het verscheen op 26 oktober 2023 op zowel cd met bijgevoegd boekje als op vinyl. Ook is het album digitaal te beluisteren.

## Nummers
De volgende nummers staan op het album:

## Medewerkers
- Thomas Acda - Zang, gitaar
- Paul de Munnik - Zang, piano en productie
- David Middelhoff - Basgitaar, gitaar en productie
- JB Meijers - Gitaar, toetsen en productie
- Dave van Beek - Drums, percussie
- Arno Krabman - Productie
- Palm Trees - Productie